# Ate (distrito)
O distrito de Ate é um dos quarenta e três distritos que formam a Província de Lima, pertencente a Região Lima, na zona central do Peru. Tem uma população de mais de 700.000 habitantes.
Prefeito: Franco Vidal Morales (2023-2026)

## Transporte
O distrito de Ate é servido pela seguinte rodovia:
- PE-22, que liga à cidade de La Oroya (Região de Junín)
- PE-1S, que liga o distrito de Lima (Província de Lima à cidade de Tacna (Região de Tacna - Posto La Concordia (Fronteira Chile-Peru) - e a rodovia chilena Ruta CH-5 (Rodovia Pan-Americana)[1][2][3]

## Galeria

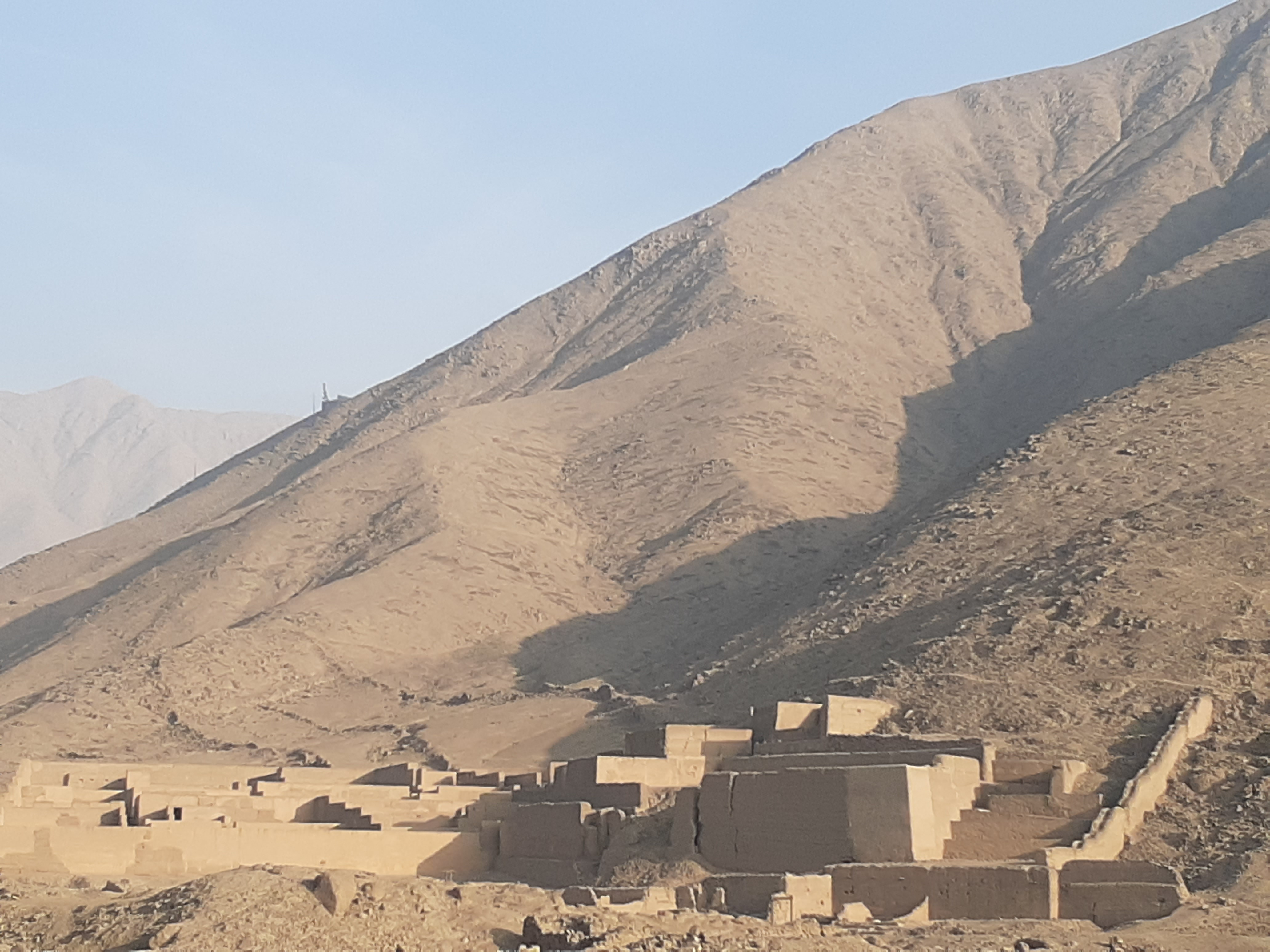
Huaycán de Pariachi
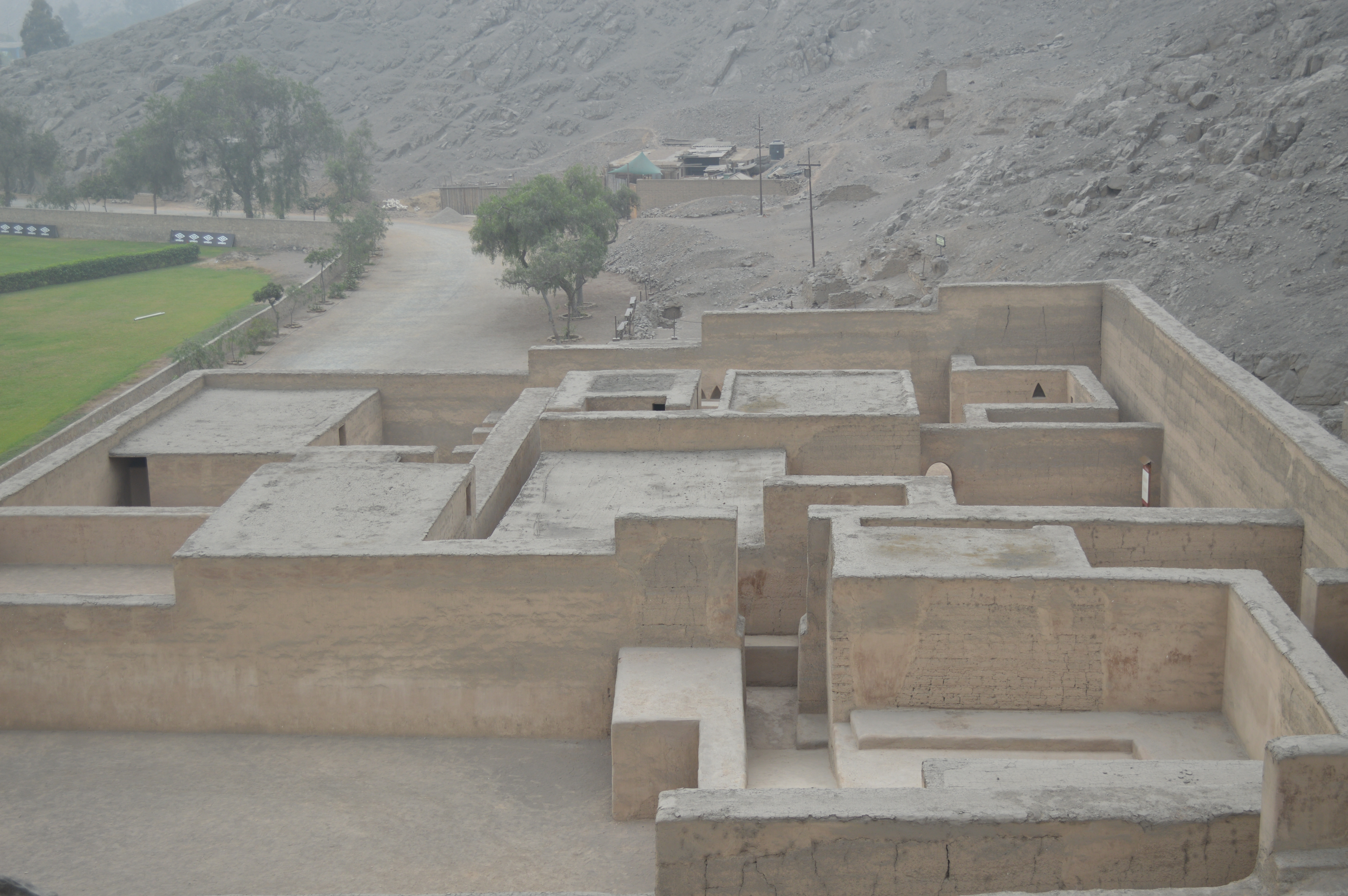
Puruchuco